# RAF Cranwell
Cranwell (engelska: RAF Cranwell, Cranwell Airport) är en flygplats i Storbritannien.   Den ligger i grevskapet Lincolnshire och riksdelen England, i den sydöstra delen av landet, 170 km norr om huvudstaden London. Cranwell ligger 66 meter över havet.
Terrängen runt Cranwell är platt. Runt Cranwell är det ganska tätbefolkat, med 108 invånare per kvadratkilometer. Närmaste större samhälle är Sleaford, 6,1 km sydost om Cranwell. Trakten runt Cranwell består till största delen av jordbruksmark.